# Gypona nigroterminata
Gypona nigroterminata är en insektsart som beskrevs av Carl Stål 1862. Gypona nigroterminata ingår i släktet Gypona och familjen dvärgstritar. Inga underarter finns listade i Catalogue of Life.